# R Andromedae
Désignations

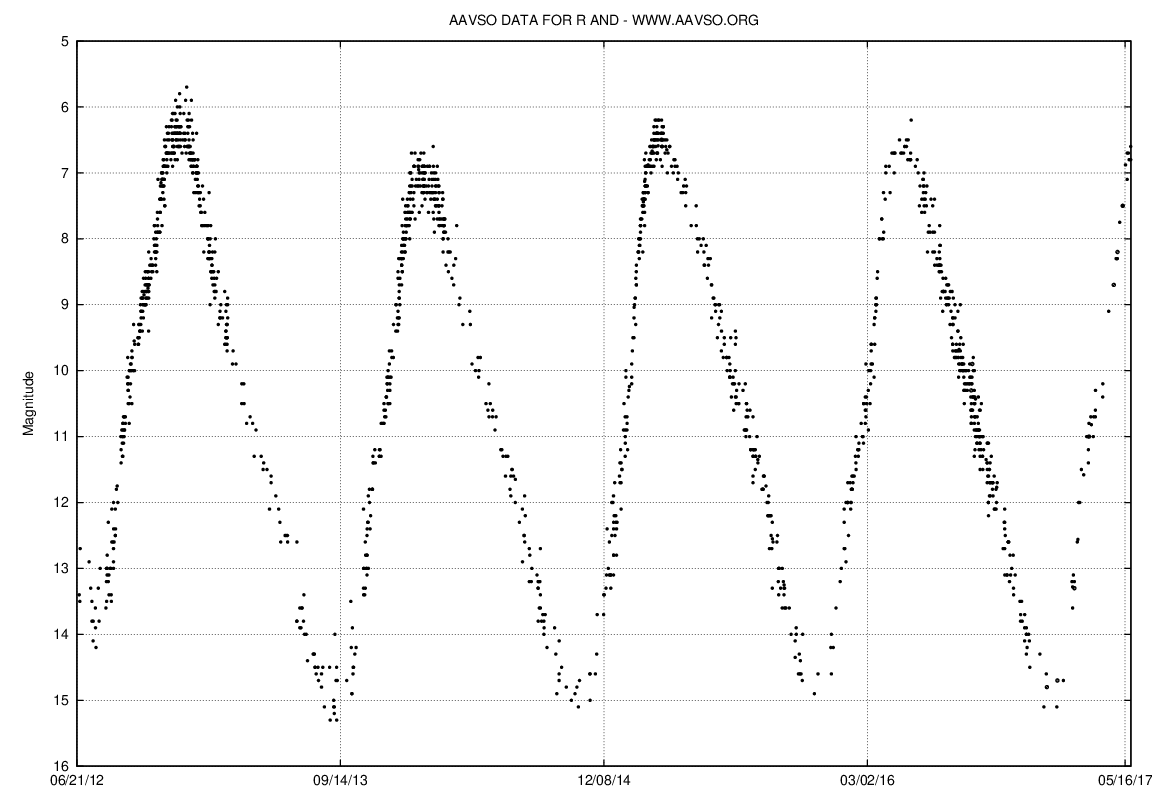
Courbe de lumière de R Andromedae.

R Andromedae (R And) est une étoile variable de type Mira de la constellation d'Andromède. Son type spectral est S parce qu'elle présente des bandes d'absorption du monoxyde de zirconium dans son spectre. Elle est parmi les étoiles trouvées par Paul Merrill qui présentent des raies d'absorption de l'élément instable technétium, prouvant que la nucléosynthèse se produit bien dans les étoiles.